# Prostitution i Brasilien
Prostitution och sexarbete i Brasilien är lagligt, såsom sexuella tjänster i utbyte mot pengar. Gatuprostitution motarbetas dock via lagar om allmän ordning och lösdriveri. Bordeller eller liknande koppleri är olagligt, även som eskortjänster är vitt spridda och en synlig del av den brasilianska ekonomin. Sexarbetare kan dock uppleva diskriminering i förhållande till den allmänna och fria hälso- och sjukvården i landet.

## Omfattning och historik
Prostitution / sexarbete är lagligt i landet för vuxna. Koppleri är på papperet olagligt, men bordeller och eskorttjänster är relativt vanligt förekommande – inklusive som sponsorer inom delar av den brasilianska fotbollen.
På 1980-talet inleddes en period av ökad antropologisk och sociologisk forskning på området. Detta skedde samtidigt som relaterade ämnen som globalisering, sexturism, människohandel och sexarbetares rättigheter blev mer omskrivna teman i massmedier och inom akademin.
1992 etablerades Davida, den första organisationen för sexarbetares rättigheter i landet, på initiativ av Gabriela Leite.
I landet pågår sedan länge en diskussion omkring prostitutionens legala status och möjliga reglering. 2007 lades en parlamentsmotion fram att reglera sexarbete som yrke (jämför Prostitution i Belgien), en motion som röstades ner. 2011 uppmärksammades dock att myndigheterna i bland annat Rio de Janeiro har verkat för att begränsa sexarbete till vissa delar av staden.

## Människohandel och utnyttjande av minderåriga
Människohandel för sexuella ändamål anses vara ett allvarlig problem i Brasilien Sexturism relaterat till utnyttjande av minderåriga har varit föremål för olika informationskampanjer och polisiära satsningar.
2013 publicerade Unaids, FN:s organ för arbete mot hiv/aids, en rapport som uppskattade att det fanns knappt 550 000 sexarbetare i Brasilien.
Utnyttjande av minderåriga inom sexbranschen är omfattande i Brasilien, med uppskattningsvis cirka/minst 250 000 minderåriga inblandade. Problemet anses tätt kopplat till fattigdom, med rötter till 1500-talets tidiga kolonisation av landet. Företeelsen är vanlig i gruvområden i Amazonas.